# 罗德·佩奇

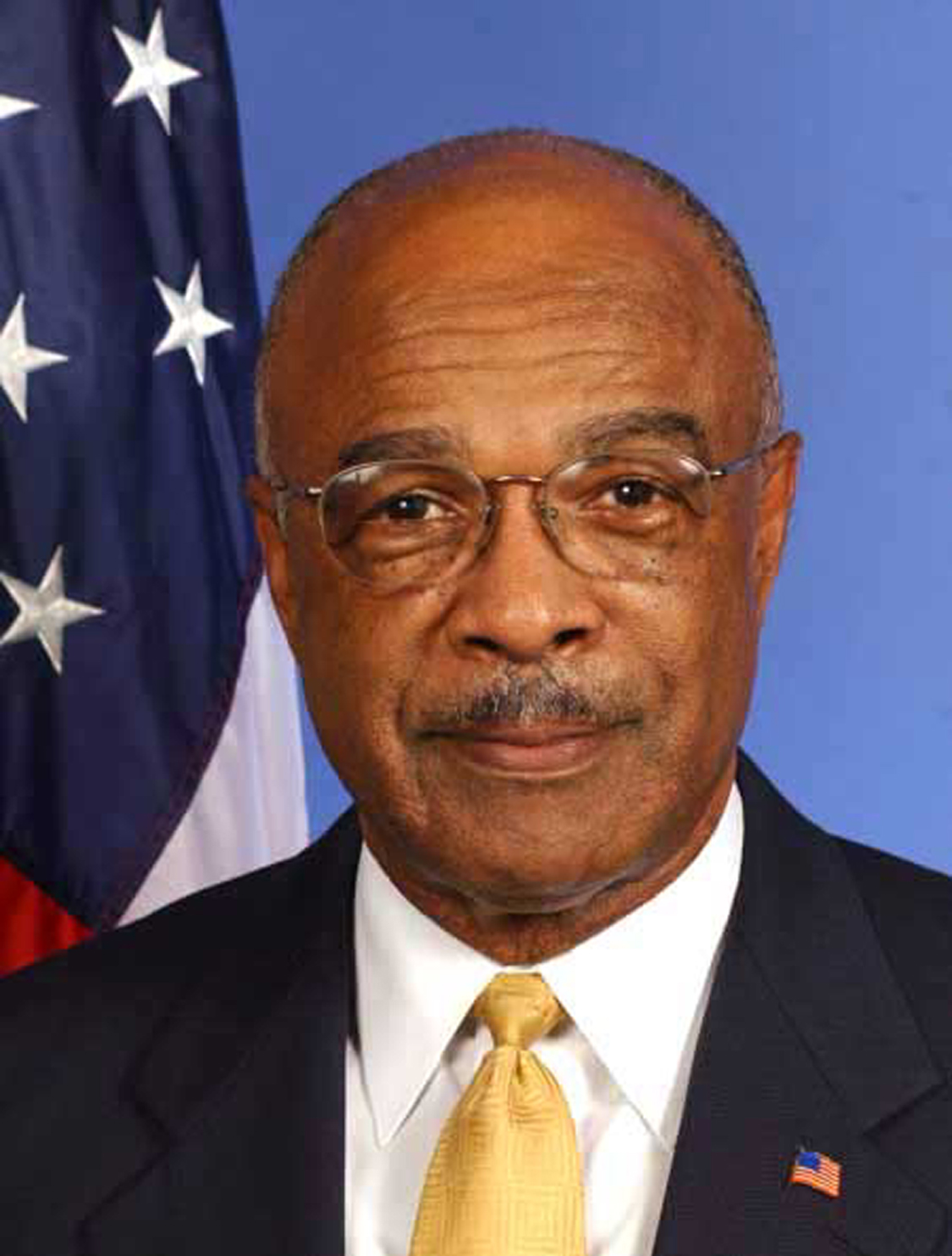
罗德·佩奇

罗德里克·雷纳·“罗德”·佩奇（英語：Roderick Raynor "Rod" Paige，1933年6月17日—）生於密西西比州蒙蒂塞洛，美国体育教练、政治家，美国共和党成员，曾任美国教育部长（2001年-2005年）。
佩奇於密西西比州杰克逊杰克逊州立大学获得学士学位，於印第安納大學布盧明頓校區获得體育科碩士及教育博士學位。